# Ferruccio Ferro
Ferruccio Ferro (ur. w Padwie) – włoski kolarz torowy, srebrny medalista mistrzostw świata.

## Kariera
Największy sukces w karierze Ferruccio Ferro osiągnął w 1974 roku, kiedy zdobył srebrny medal w wyścigu na 1 km podczas mistrzostw świata w Montrealu. W zawodach tych wyprzedził go jedynie Eduard Rapp z ZSRR, a trzecie miejsce zajął Polak Janusz Kierzkowski. Ponadto Ferro wywalczył złoty medal w tej samej konkurencji podczas igrzysk śródziemnomorskich w Algierze w 1975 roku. Nigdy nie wystartował na igrzyskach olimpijskich.